# よしのぶがっ!
『よしのぶがっ!』は、ウメマツカヲルによる日本の4コマ漫画。スクウェア・エニックスの『ガンガン戦-IXA-』より『ガンガンONLINE』へ移籍し2011年3月3日更新分から2013年4月18日更新分まで毎月第1木曜日更新で連載された。

## 登場人物
一橋慶喜
江戸時代最後の将軍となる人物。

## 単行本
- 1巻 2012年3月22日 ISBN 978-4-7575-3527-5
- 2巻 2013年1月22日 ISBN 978-4-7575-3863-4
- 3巻 2013年6月22日 ISBN 978-4-7575-3988-4